# Polyorycta pudica
Polyorycta pudica là một loài bướm đêm trong họ Noctuidae.